# Deutsche Kurzbahnmeisterschaften 2014
Die Deutschen Kurzbahnmeisterschaften 2014 im Schwimmen fanden vom 19. bis 22. November 2014 in der Wuppertaler Schwimmoper statt und wurden vom SV Bayer Wuppertal organisiert. Der Veranstalter war der Deutsche Schwimm-Verband. Der Wettkampf diente gleichzeitig als Qualifikationswettkampf für die Kurzbahnweltmeisterschaften 2014 in Doha. Es wurden bei Männern und Frauen Wettkämpfe in je 20 Disziplinen ausgetragen, darunter zwei Staffelwettkämpfe. Christian Diener war mit fünf Titeln (3 im Einzel und 2 in der Staffel) der erfolgreichste Athlet dieser Meisterschaften. Steffen Deibler sicherte sich vier Einzeltitel und Markus Deibler gelang über 200 Meter Lagen ein neuer DSV-Rekord.
| Disziplin           | Männer                                         | Männer                                         | Männer   | Frauen                                                 | Frauen                                                 | Frauen   |
| Disziplin           | Name                                           | Verein                                         | Zeit     | Name                                                   | Verein                                                 | Zeit     |
| 050 m Freistil      | Steffen Deibler                                | Hamburger SC                                   | 00:21,74 | Dorothea Brandt                                        | SG Essen                                               | 00:24,06 |
| 100 m Freistil      | Steffen Deibler                                | Hamburger SC                                   | 00:47,49 | Anna Dietterle                                         | SG Neukölln Berlin                                     | 00:54,02 |
| 200 m Freistil      | Paul Biedermann                                | SV Halle/Saale                                 | 01:43,24 | Daniela Schreiber                                      | SV Halle/Saale                                         | 01:55,35 |
| 400 m Freistil      | Clemens Rapp                                   | DSV                                            | 03:39,50 | Sarah Köhler                                           | SG Frankfurt                                           | 04:02,97 |
| 800 m Freistil      | Florian Vogel                                  | SG Stadtwerke München                          | 07:35,76 | Sarah Köhler                                           | SG Frankfurt                                           | 08:17,89 |
| 1500 m Freistil0    | Florian Vogel                                  | SG Stadtwerke München                          | 14:38,00 | Sarah Köhler                                           | SG Frankfurt                                           | 15:56,41 |
| 050 m Brust         | Marco Koch                                     | DSW 1912 Darmstadt                             | 00:27,01 | Vanessa Grimberg                                       | SV Region Stuttgart                                    | 00:31,02 |
| 100 m Brust         | Marco Koch                                     | DSW 1912 Darmstadt                             | 00:58,11 | Theresa Michalak                                       | SG Bayer                                               | 01:06,27 |
| 200 m Brust         | Marco Koch                                     | DSW 1912 Darmstadt                             | 02:04,70 | Vanessa Grimberg                                       | SV Region Stuttgart                                    | 02:23,24 |
| 050 m Schmetterling | Steffen Deibler                                | Hamburger SC                                   | 00:22,89 | Alexandra Wenk                                         | SG Stadtwerke München                                  | 00:26,55 |
| 100 m Schmetterling | Steffen Deibler                                | Hamburger SC                                   | 00:50,67 | Alexandra Wenk                                         | SG Stadtwerke München                                  | 00:57,82 |
| 200 m Schmetterling | Markus Gierke                                  | W98 Hannover                                   | 01:53,82 | Franziska Hentke                                       | SC Magdeburg                                           | 02:05,32 |
| 050 m Rücken        | Christian Diener                               | Potsdamer SV                                   | 00:23,58 | Doris Eichhorn                                         | Aqua Berlin                                            | 00:27,33 |
| 100 m Rücken        | Christian Diener                               | Potsdamer SV                                   | 00:50,38 | Jenny Mensing                                          | SC Wiesbaden 1911                                      | 00:58,98 |
| 200 m Rücken        | Christian Diener                               | Potsdamer SV                                   | 01:50,38 | Jenny Mensing                                          | SC Wiesbaden 1911                                      | 02:04,67 |
| 100 m Lagen         | Markus Deibler                                 | DSV                                            | 00:51,81 | Theresa Michalak                                       | SG Bayer                                               | 00:59,26 |
| 200 m Lagen         | Markus Deibler                                 | DSV                                            | 01:52,38 | Alexandra Wenk                                         | SG Stadtwerke München                                  | 02:10,50 |
| 400 m Lagen         | Tim Wallburger                                 | SG Neukölln Berlin                             | 04:08,08 | Theresa Michalak                                       | SG Bayer                                               | 04:33,25 |
| 4 × 50 m Freistil   | Potsdamer SV Suck, Lebherz, Diener, Wolf       | Potsdamer SV Suck, Lebherz, Diener, Wolf       | 01:27,52 | SG Essen Tzenetos, Höpink, Ruhnau, Brandt              | SG Essen Tzenetos, Höpink, Ruhnau, Brandt              | 01:40,86 |
| 4 × 50 m Lagen      | Potsdamer SV Diener, Degenhardt, Lebherz, Suck | Potsdamer SV Diener, Degenhardt, Lebherz, Suck | 01:36,47 | SG Neukölln Berlin Graf, Roggenbuck, Wrobel, Dietterle | SG Neukölln Berlin Graf, Roggenbuck, Wrobel, Dietterle | 01:51,87 |

1. ↑  Deutscher Altersklassenrekord für 19-Jährige
2. ↑  neuer DSV-Rekord